# Pluto (manga)
Pluto (PLUTO プルートウ?, Purūtō) è un manga di Naoki Urasawa pubblicato in Giappone sulla rivista Big Comic Original della casa editrice Shogakukan dal 9 settembre 2003 al 5 aprile 2009, con i capitoli raccolti in otto volumi tankōbon.
Il manga è basato sulla serie Astro Boy di Osamu Tezuka; nello specifico rinarra a modo suo l'episodio intitolato Il più grande robot del mondo (地上最大のロボット?, Chijō saidai no robotto) ed è rinominato con il nome dell'antagonista principale dell'opera. Naoki Urasawa reinterpreta la storia come un thriller fantascientifico ricco di suspense, il cui protagonista è Gesicht, un robot detective dell'Europol che cerca di risolvere una serie di omicidi di robot e umani. Takashi Nagasaki viene accreditato come coautore. Makoto Tezuka, il figlio di Osamu Tezuka, ha supervisionato la serie e la Tezuka Productions ha cooperato nella sua creazione.
Pluto è stato un successo di critica e pubblico, vincendo diversi premi, incluso il IX Premio culturale Osamu Tezuka, e vendendo oltre 8,5 milioni di copie.
Nel 2023 è stato prodotto da Netflix un adattamento anime dell'opera.

## Trama
La serie segue il detective robot Gesicht dell'Europol che indaga su una serie di omicidi di robot e umani in tutto il mondo, in cui vicino alla testa di tutte le vittime vengono infilati oggetti appuntiti simili a delle corna. Il caso si fa ancora più enigmatico quando le prove suggeriscono che il responsabile degli omicidi sia un robot, il che renderebbe questo caso la prima volta in otto anni in cui un robot uccide un essere umano. I sette robot più avanzati del mondo, i quali sono talmente potenti da poter potenzialmente diventare armi di distruzione di massa, sembrano essere i bersagli dell'assassino, mentre tutti gli umani assassinati sono figure di spicco del mondo della robotica: importanti scienziati, giuristi che si battevano per la salvaguardia dei diritti dei robot, ma anche inventori di componenti che hanno reso l'intelligenza artificiale dei robot attuali quella che è.

## Personaggi
- Gesicht (ゲジヒト, Gejihito, tedesco per "faccia") è il protagonista della storia, è un robot detective tedesco che lavora per l'Europol. Il suo corpo è composto da una lega metallica chiamata "zeronium", ed è capace di utilizzare un raggio devastante, il suo corpo è estremamente resistente. Sia lui che la moglie Helena hanno un'apparenza umana, tanto che è difficile capire che sono robot. Gesicht è uno dei sette robot più forti del pianeta che potrebbe trasformarsi in un'arma di distruzione di massa. Nell'anime è doppiato in originale da Shinshu Fuji e in italiano da Alberto Angrisano.
- Mont Blanc (モンブラン, Mon Buran) è un robot svizzero estremamente amato dalla popolazione e considerato un eroe, all'inizio dell'opera viene ucciso, era uno dei sette robot più forti e anche lui ha combattuto nella trentanovesima guerra dell'Asia Centrale. Nell'anime è doppiato in originale da Hiroki Yasumoto e in italiano da Alessandro Muraca.
- North No. 2 (ノース2号, Nōsu Ni-gō) è un robot scozzese con sei braccia meccaniche armate, anche lui fa parte dei sette robot più potenti e ha partecipato alla trentanovesima guerra dell'Asia Centrale, ma, dopo la fine del conflitto, decide di ritirarsi e di non combattere mai più diventando il maggiordomo di un anziano compositore cieco e imparando a sua volta a suonare il piano. Nell'anime è doppiato in originale da Koichi Yamadera e in italiano da Michele Mancuso.
- Brando (ブランド, Burando) è un robot turco che si guadagna da vivere facendo il lottatore di Pancrazio, anche lui dall'aspetto umano è sposato e bada a cinque bambini robot di aspetto umano, è molto legato alla sua famiglia. Anche lui ha combattuto nella trentanovesima guerra dell'Asia centrale ed è uno dei sette robot più forti. Nell'anime è doppiato in originale da Hidenobu Kiuchi e in italiano da Massimo Bitossi.
- Heracles (ヘラクレス, Herakuresu) è un robot greco, come Brando è un lottatore di pancrazio, ha combattuto nella trentanovesima guerra dell'Asia Centrale ed è uno dei sette robot più forti. Famoso per il suo onore e la sua forza è stato rivale e amico di Brando per tutta la sua vita. Nell'anime è doppiato in originale da Rikiya Koyama e in italiano da Dario Oppido.
- Epsilon (エプシロン, Epushiron) è un robot australiano ad energia fotonica. Essendo un pacifista si è rifiutato di combattere nella guerra nonostante sia tra i sette robot più forti. Ha aperto un orfanotrofio dove si prende cura degli orfani di guerra. Nell'anime è doppiato in originale da Mamoru Miyano e in italiano da Alessandro Campaiola.
- Atom (アトム, Atomu) è un robot giapponese con l'aspetto di un bambino che ha svolto il ruolo di ambasciatore nella trentanovesima guerra dell'Asia Centrale. Ha l'intelligenza artificiale più evoluta tra tutti i robot del mondo. Nell'anime è doppiato in originale da Yōko Hikasa e in italiano da Riccardo Suarez.
- Uran (ウラン) è la sorella robot di Atom, anche lei giapponese e con l'aspetto di una bambina ha l'abilita di sentire le emozioni di qualunque essere (umano, animale o robot). Nell'anime è doppiata in originale da Minori Suzuki e in italiano da Veronica Cuscusa.
- Brau 1589 (ブラウ1589, Burau 1589) è il robot che ha ucciso un umano otto anni prima della storia di Pluto, si trova in pezzi e incatenato in una struttura correzionale per intelligenze artificiali. Gesicht va più volte a fargli visita per capire il punto di vista dell'assassino. Nell'anime è doppiato in originale da Hideyuki Tanaka e in italiano Gabriele Sabatini.
- Dottor Tenma (天馬博士, Tenma-hakase) è un genio scienziato creatore di Atom, precedentemente alla storia era a capo del ministero della scienza giapponese. Mondialmente è considerato un'eminenza della robotica e dell'intelligenza artificiale. Nell'anime è doppiato in originale da Eizo Tsuda e in italiano da Andrea Lavagnino.
- Dottor Ochanomizu (お茶の水博士, Ochanomizu-hakase) è il creatore di Uran e si prende cura di Atom, al momento è a capo del ministero della scienza giapponese. Fece parte della spedizione Bora, un gruppo di ispettori inviati in Persia, prima dello scoppio della trentanovesima guerra dell'Asia Centrale, con il compito di controllare se lì si stessero producendo robot per la distruzione di massa. Nell'anime è doppiato in originale da Toshio Furukawa e in italiano da Carlo Valli.
- Dottor Hoffman (ホフマン博士, Hofuman-hakase) è il creatore di Gesicht e dello zeronium. Nell'anime è doppiato in originale da Hiroshi Yanaka e in italiano da Riccardo Scarafoni.
- Dottor Abullah (アブラー博士, Aburā-hakase) è a capo del ministero della scienza persiano, durante la guerra ha perso la maggior parte del suo corpo che ora è robotica. Nell'anime è doppiato in originale da Kazuhiro Yamaji e in italiano da Christian Iansante.
- Dottor Roosevelt (Dr. ルーズベルト, Dr. Rūzuberuto) un potente computer senziente appartenente al presidente degli Stati Uniti di Thracia. Il suo unico corpo è un orsacchiotto di peluche. Nell'anime è doppiato in originale da Marina Inoue e in italiano da Anna Maria Laviola.
- Adolf Haas (アドルフ・ハース, Adorufu Hāsu) è un membro di una società anti-robot e sospetta che Gesicht abbia ucciso il fratello. Nell'anime è doppiato in originale da Masafumi Kimura e in italiano da Alessandro Budroni.
- Pluto (プルートウ, Purūto) è il maggiore antagonista del manga, un robot estremamente potente creato dal dottor Abullah. Nell'anime è doppiato in originale da Toshihiko Seki e in italiano da Alberto Bognanni.

## Media

### Manga

#### Volumi
| 1 | 30 settembre 2004 | ISBN 978-4-09-187756-7 | 10 maggio 2009    |
| 1 | Trama In Svizzera Mont Blanc, un robot amato e benvoluto da tutti, viene ritrovato in pezzi vicino a una foresta in fiamme. Nel frattempo l'ispettore robot dell'Europol Gesicht investiga su un altro caso di omicidio, questa volta di un uomo, il cui appartamento è stato messo a soqquadro. in corrispondenza della testa della vittima ci sono due oggetti posti a simulare delle corna. Nell'appartamento non ci sono tracce umane, il che farebbe pensare quindi che si tratti dell'operato di un robot, ma anche ciò appare improbabile, dato che per via delle leggi vigenti e delle numerose misure di sicurezza, per un robot dovrebbe essere impossibile uccidere un uomo, e l'ultima volta in cui ciò successe fu ben otto anni prima, ad opera del robot Brau 1589. La storia si sposta in un palazzo nobiliare in Scozia, dove Paul Duncan, un musicista cieco alla fine della sua carriera, riceve la visita di un nuovo maggiordomo robot, un veterano della 39ª guerra dell'Asia centrale che ha visto e causato la morte di innumerevoli suoi simili, che porta il nome di North No. 2. Inizialmente la convivenza tra i due sembra difficile, ma dopo un po' di tempo si rivelano più simili di quanto sembri, tanto che il robot inizia a prendere lezioni di piano da Duncan. Alla fine dell'episodio il robot che ha ucciso Mont Blanc viene a prendere anche la vita di North No. 2. |                        |                   |
| 2 | 26 aprile 2005 | ISBN 978-4-09-187757-4 | 5 luglio 2009     |
| 2 | Trama Gesicht incontra Atom, uno dei robot più avanzati mai creati, dalle fattezze di un bambino. Durante il loro incontro Gesicht viene convinto a condividere la sua scheda di memoria con il robot bambino, che quindi ora può investigare sul caso per conto suo. Il cadavere successivo appartiene all'ideatore delle leggi sui diritti dei robot, e in particolare Atom rinviene un collegamento tra le vittime umane: tutti finora appartenevano alla commissione Bora, una commissione di scienziati incaricati di verificare la presenza di robot di distruzione di massa in Persia. Anche se, ai tempi della commissione, nessun robot fu trovato, poco dopo scoppiò la guerra e il paese fu messo in ginocchio dalle forze occidentali. Uno dei sette robot più avanzati del mondo, Brando, lavora come wrestler, e dopo uno dei suoi spettacolari incontri viene avvicinato da Gesicht, il quale crede che anche lui sia in pericolo. Brando gli mostra la famiglia che si è costruito tramite le leggi di adozione robot, che si compone di ben sei bambini. La notizia che il suo amico di una vita Mont Blanc sia stato ucciso risveglia in lui una voglia di riscatto, e tenta di rintracciare da solo il robot assassino. Trovandolo inizia un combattimento all'ultimo sangue a cui assistono Gesicht, Heracle (altro robot avanzato e grande amico/rivale di Brando) e Atom, che connettono la loro rete neurale. Brando viene distrutto nello scontro. |                        |                   |
| 3 | 30 marzo 2006 | ISBN 978-4-09-180309-2 | 13 settembre 2009 |
| 3 | Trama Il ministro della scienza Abullah viene convocato dalla polizia giapponese per essere interrogato sui recenti accadimenti. Viene introdotta la sorella minore di Atom: Uran, la quale è dotata dell'abilità di percepire la tristezza degli essere viventi. Il sacrificio di Brando fa pensare alla polizia che anche il suo avversario sia deceduto e fa abbassare la guardia al detective Gesicht, che pianifica le vacanze con la moglie. Guardando le foto della Spagna della vacanza precedente, si rendono conto che il numero di fotografie scattate è troppo elevato: nemmeno quando imitano gli umani ne fanno così tante. Alla luce di ciò e di altri malfunzionamenti relativi a degli strani sogni del detective, il suo creatore Hoffman interroga i sovrintendenti dell'Europol, sospettando che potrebbero averne manipolato la memoria. Nel frattempo Adolf Haas, un commerciante di umili origini appartenente a un'associazione anti-robot, scopre che suo fratello (un criminale e assassino di robot) è stato ucciso da un arma che potrebbe appartenere solo a Gesicht, in quanto poliziotto robot più armato in circolazione, e ne progetta l'assassinio. |                        |                   |
| 4 | 26 dicembre 2006 | ISBN 978-4-09-181028-1 | 8 novembre 2009   |
| 4 | Trama Il dr. Ochanomizu, tutore di Atom, creatore di Uran ed ex appartenente alla commissione Bora, viene messo sotto scorta. A casa sua riceve le visite da un tale che afferma di essere Goji, uno scienziato leggendario del Regno di Persia che minaccia di mandare contro suo nipote il robot assassino denominato "Pluto", affinché uccida Atom, che sicuramente volerebbe lì per tentare di proteggerlo. Gli eventi accadono esattamente come descritti dallo scienziato, il quale fugge prima di essere raggiunto dalla polizia. L'associazione anti-robot a cui appartiene il signor Haas si rivolta contro di lui perché sta attentando alla vita di Gesicht. Infatti l'associazione vorrebbe far scoppiare un caso mediatico contro i robot, e non far riconoscere il detective come un martire. Ironia della sorte Gesicht viene assegnato come guardia del corpo proprio ad Haas, il quale rischia le ritorsioni della sua associazione. Per toglierselo di torno, Haas gli propone una pista da seguire: l'ex regnante di Persia, Dario XIV, guardando dritto nella telecamera del carcere (la cui sicurezza era stata appaltata alla società di Haas) sembra dire in sequenza tutti i nomi di coloro che sono stati presumibilmente uccisi da Pluto. Dopo un attentato il sognor Haas viene trasferito in un cottage di campagna sorvegliato dalla polizia. |                        |                   |
| 5 | 30 novembre 2007 | ISBN 978-4-09-181595-8 | 17 gennaio 2010   |
| 5 | Trama Gesicht viene a sapere da Haas di aver ucciso un uomo e in lui iniziano a risvegliarsi dei ricordi. Nel frattempo Heracle tenta di vendicare l'amico Brando combattendo con Pluto e morendo, il tutto osservato da Epsilon, un robot pacifista che si oppose alla guerra in Persia. In un flashback si scopre che in uno dei suoi casi Gesicht seguì un assassino di robot che uccise anche il figlio adottato. Colto dalla collera, lo trova, lo mette all'angolo e gli spara con l'arma più potente che ha. Per continuare a usarlo come preziosa risorsa quale è, l'Europol sovrascrive i suoi ricordi e insabbia il fatto. Nel frattempo Uran affronta la perdita di suo fratello, quando percepisce un uomo più triste di lei proveniente dal cimitero e trova dei fiori sulla tomba che porta il nome di Tobio Tenma. L'ex ministro della scienza, il professor Tenma, viene convocato da Ochanomizu nel tentativo di salvare Atom. Atom era la creazione di Tenma, fatto a immagine e somiglianza di suo figlio Tobio, il quale morì in un incidente d'auto. Per Tenma però Atom era un fallimento, in quanto incapace di fallire, provare noia, odio o disgusto come un normale bambino. Nonostante ciò tenta di rianimarlo, ma anche dopo che viene aggiustato il robot si rifiuta di svegliarsi. Tenma spiega di aver precedentemente provato a creare l'IA perfetta: un robot capace di ogni tipo di emozione, e che simulasse il profilo psicologico di tutti i 9,9 miliardi di persone nel mondo e poter quindi, potenzialmente, essere chiunque. Il destino di quel robot fu lo stesso, non si svegliò mai, poiché simulare tutte queste emozioni avrebbe richiesto un'eternità. Al fine di svegliarlo Tenma ruppe l'equilibrio nella sua IA tramite emozioni destabilizzanti come l'odio, o la rabbia, che l'avrebbero reso incline a un certo carattere piuttosto che ad altri. Ochanomizu capisce che vorrebbe fare lo stesso anche con Atom. |                        |                   |
| 6 | 30 luglio 2008 | ISBN 978-4-09-182185-0 | 7 marzo 2010      |
| 6 | Trama Gesicht si reca in Persia per incontare il ministro Abullah. Incontra però un piccolo robot venditore di rose, che cerca di venderne una, e lui educatamente, rifiuta. Quando incontra il ministro, non riesce a capire se sia un robot o un umano, dato che la maggior parte del suo corpo è stato rimpiazzato da protesi robotiche dopo la guerra. Gesicht gli mostra un immagine di un uomo in un campo fiorito, per sapere se lo riconoscesse. Alla fine della discussione Gesicht è in grado di rilevarlo come umano, perché negando si dimostra in grado di mentire. All'uscita incontra di nuovo il piccolo robot che vende rose, che tenta di nuovo di fargliene acquistare una. Intenerito, Gesicht decide di accontentarlo, non prima di chiedere il nome del piccolo robot. Dice di chiamarsi Muhammed Alì, e di voler diventare uno grande studioso come Sahad, l'uomo della fotografia. Il detective ha ora una pista da seguire. Indagando sulla sua professione, scopre il suo posto di lavoro, scopre anche il luogo dove era in affitto. Sahad è un botanico con un'inclinazione verso i tulipani, ai quali è talmente affezionato da dare un nome ad ognuno. In particolare conserva un esemplare in una teca di vetro. Interrogando la fioraia da cui comprava i fiori si scopre anche che Sahad era un robot, e che voleva andare in guerra per vendicare il padre (inventore) morto sotto i bombardamenti. Il proprietario dello stabile in cui alloggiava, mostra a Gesicht la sua foto che conservava, scattata insieme al padre: Abullah. Parallelamente si svolgono due eventi: Gesicht si reca nel campo di Sahad per indagare, e Hoffman viene preso in ostaggio da un robot riprogrammato da Abullah. Gesicht entra nei sotterranei dove trova Pluto, che capisce essere Sahad, manipolato dal padre (sopravvissuto ai bombardamenti) nel diventare la sua macchina di morte. Gesicht disobbedisce all'ordine della polizia di uccidere Pluto, ormai inoffensivo. Una voce misteriosa dice al detective di andarsene senza toccare il robot, se vuole che Hoffman sia rilasciato. In tarda serata Gesicht decide di comprare dei fiori per la moglie e sulla strada del ritorno incontra Alì, che gli spara con l'unica arma capace di ferire il detective. Gesicht giace a terra morente in mezzo alla pioggia, con un enorme foro nel torace. |                        |                   |
| 7 | 27 febbraio 2009 | ISBN 978-4-09-182460-8 | 9 maggio 2010     |
| 7 | Trama Epsilon viene avvisato dall'esercito che è l'ultimo robot avanzato ad essere rimasto in vita, e in quanto tale è in pericolo. Viene quindi scortato in una fortezza arroccata su un monte, mentre i bambini rimangono all'orfanotrofio in Australia. Mentre è lì, sente i bambini cantare grazie al suo udito molto sviluppato, ma a un certo punto si interrompono, quindi capisce che c'è qualcosa che non va. Prima ancora che possa agire l'intera fortezza viene spazzata via da un arma non ben identificata, si salvano solo Epsilon e la guardia del corpo robot. Epsilon corre da i bambini, e trova un tornado dentro il quale lo attende Pluto. I due hanno uno scontro acceso, dal quale Epsilon esce vincitore. Epsilon viene convocato ad un udienza, nella quale si scopre che ha risparmiato il suo avversario per via della sua inclinazione al pacifismo. Durante la sua udienza un uomo alle dipendenze di Abullah rapisce uno dei bambini di Epsilon, fingendo di volerlo adottare. Il bambino viene condotto in un castello ad Oslo, e quando Epsilon lo scopre si catapulta lì per salvarlo. Nel secondo scontro con Pluto che ne consegue, Epsilon tenta di redimere Pluto, ma egli gli stacca la testa. Tenma porta Uran nel laboratorio dove è tenuto Atom, il quale finalmente si sveglia, dopo che Tenma gli introduce la scheda di memoria di Gesicht. |                        |                   |
| 8 | 30 giugno 2009 | ISBN 978-4-09-182668-8 | 25 luglio 2010    |
| 8 | Trama Atom sembra fuori di sé, non risponde agli stimoli esterni e scrive sulle pareti del laboratorio l'equazione per una bomba ad anti-protoni, capace di distruggere il mondo. Tenma viene rapito da Abullah, che vuole la sua mente trasferita nel enorme robot Bora. Però subisce una scioccante rivelazione: egli non è un cyborg, un uomo con protesi robotiche, bensì un robot creato da Tenma stesso dalle fattezze del suo vecchio amico e collega, il quale era effettivamente morto nei bombardamenti. Scopre anche di aver sviluppato personalità multiple, e quindi di essere lui stesso lo scienziato Goji. Atom finalmente riguadagna coscienza e può comunicare i risultati delle indagini di Gesicht. Egli ha trasceso i vincoli dei robot, è l'intelligenza artificiale perfetta, che può mentire, amare, provare odio e compassione. Un enorme vulcano sta per scoppiare e rischierebbe di estinguere tutta la vita biologica, l'evento che ne potrebbe causare l'eruzione definitiva è l'esplosione di una bomba molto potente in prossimità della caldera. Bora si muove sotto terra grande velocità in direzione del vulcano, presumibilmente trasportando una bomba anti-protonica. Atom si reca sul posto e ingaggia un combattimento con Pluto, durante il quale riesce a redimere l'avversario. L'unico modo per battere Bora sarebbe disinnescare la bomba nei cinque minuti a disposizione prima che Atom si sciolga a causa delle alte temperature, ma prima che possa fare la sua mossa viene salvato da Pluto che lo scaraventa fuori dalla bocca del vulcano. Pluto si sacrifica affinché Atom possa sopravvivere, uccidendo sé stesso e Bora, congelando il vulcano e proiettando luci nel cielo, che rimandano proprio ai campi fioriti che Sahad avrebbe voluto coltivare in patria. |                        |                   |

### ONA
La produzione di un adattamento anime fu annunciata da parte dello Studio M2 al Festival internazionale del film d'animazione di Annecy del 2017 a giugno. A maggio 2022 il fondatore di Studio M2, Masao Maruyama, confermò che l'adattamento era ancora in produzione. Toshio Kawaguchi è stato il regista della serie, Urasawa il consulente creativo, Shigeru Fujita il character designer e il direttore dell'animazione e Yugo Kanno ha composto la musica. La serie ha debuttato in esclusiva su Netflix il 26 ottobre 2023 ed è composta da otto episodi di circa un'ora ciascuno. Ogni episodio è stato prodotto con l'assistenza di un altro studio di animazione e adatta uno dei volumi manga.

#### Episodi
| Nº | Titolo italiano | In onda         | In onda         |
| Nº | Titolo italiano | Giapponese      | Italiano        |
| 1  | Episodio 1      | 26 ottobre 2023 | 26 ottobre 2023 |
| 2  | Episodio 2      | 26 ottobre 2023 | 26 ottobre 2023 |
| 3  | Episodio 3      | 26 ottobre 2023 | 26 ottobre 2023 |
| 4  | Episodio 4      | 26 ottobre 2023 | 26 ottobre 2023 |
| 5  | Episodio 5      | 26 ottobre 2023 | 26 ottobre 2023 |
| 6  | Episodio 6      | 26 ottobre 2023 | 26 ottobre 2023 |
| 7  | Episodio 7      | 26 ottobre 2023 | 26 ottobre 2023 |
| 8  | Episodio 8      | 26 ottobre 2023 | 26 ottobre 2023 |

## Accoglienza
La serie ONA ha ricevuto recensioni positive dalla critica. Ali Griffiths di Digital Spy ha affermato che "Pluto definisce un nuovo standard per gli anime originali di Netflix". Devin Meenan di /Film ha paragonato la complessità e i personaggi alla graphic novel Watchmen. Elijah Gonzalez della rivista Paste ha lodato l'approccio della serie al tema delle leggi della robotica. Joshua Rivera di Polygon ha definito Pluto uno dei migliori gialli di fantascienza dell'anno di uscita.

## Riconoscimenti
Pluto ha vinto nel 2005 il prestigioso Premio culturale Osamu Tezuka e l'Excellence Prize nella divisione manga del Japan Media Arts Festival.
Nel 2010 ha vinto invece il Premio Seiun come miglior manga.